# Ernő Kolczonay
Ernő Kolczonay (ur. 15 maja 1953 w Budapeszcie, zm. 4 października 2009 tamże) – węgierski szermierz, szpadzista, dwukrotny medalista olimpijski i wielokrotny medalista mistrzostw świata.
Rozpoczął karierę jako pływak w 1964 w Budapesti Vasutas SC, później był pięcioboistą w Honvédzie Budapeszt, a od 1969 uprawiał szermierkę.
Na igrzyskach olimpijskich w Moskwie w 1980 roku wywalczył srebrny medal w turnieju indywidualnym, w którym lepszy był tylko Szwed Johan Harmenberg. Zajął tam także ósme miejsce w szpadzie drużynowej i szóste we florecie drużynowym. Podczas rozgrywanych osiem lat później igrzysk olimpijskich w Seulu był szósty drużynowo i dziesiąty indywidualnie. Brał również udział w igrzyskach olimpijskich w Barcelonie w 1992 roku, gdzie reprezentacja Węgier w składzie: Iván Kovács, Krisztián Kulcsár, Ferenc Hegedűs, Ernő Kolczonay i Gábor Totola zdobyła srebrny medal w zawodach drużynowych. Indywidualnie nie startował.
Podczas mistrzostw świata w Grenoble w 1974 roku wspólnie z Győző Kulcsárem, Sándorem Erdősem, Pálem Schmittem i Jenő Papem zdobył brązowy medal w zawodach drużynowych. W tej samej konkurencji zdobywał następnie złoty medal na mistrzostwach świata w Hamburgu (1978) oraz brązowe na mistrzostwach świata w Clermont-Ferrand (1981) i mistrzostwach świata w Rzymie (1982). Ponadto wywalczył srebrny medal indywidualnie na mistrzostwach świata w Melbourne w 1979 roku (gdzie lepszy był tylko Francuz Philippe Riboud) oraz brązowy podczas mistrzostw świata w Rzymie w 1982 roku (plasując się za Jenő Papem i Philippe'em Riboudem).
W 1982 zdobył indywidualnie srebrny medal na mistrzostwach Europy w Mödling.
Po zakończeniu kariery był trenerem Honvédu Budapeszt oraz reprezentacji Grecji. Zmarł po długiej chorobie, w oczekiwaniu na przeszczep wątroby.
Jego siostrzenica, Niki-Katerina Sidiropulu także uprawiała szermierkę.